# Сольто-Коллина

Свято-Успенский приходской храм

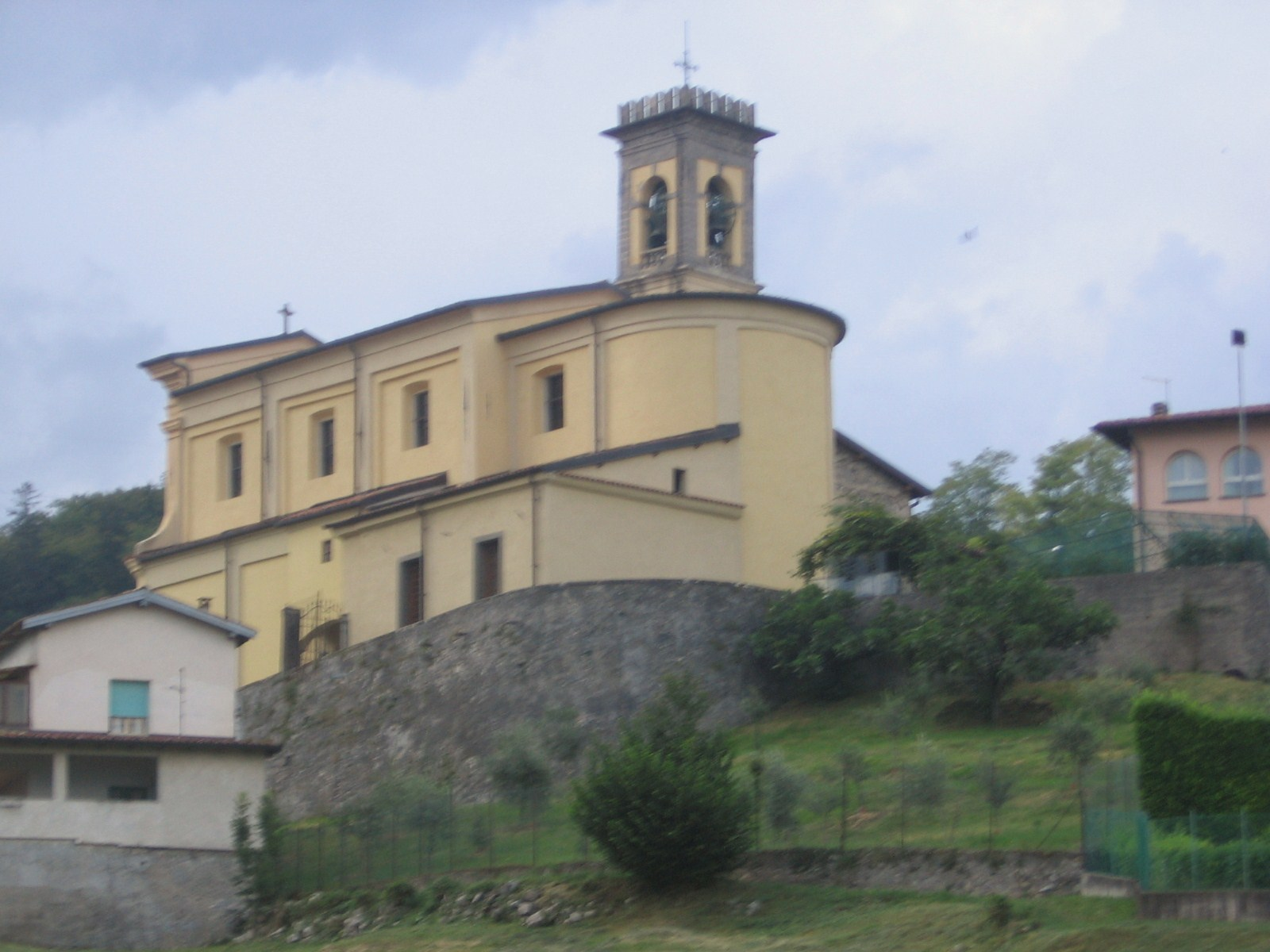
Приходской храм св.Гауденция

Сольто-Коллина (итал. Solto Collina) — коммуна в Италии, находится в регионе Ломбардия, подчиняется административному центру Бергамо.
Население составляет 1512 человек, плотность населения составляет 126 чел./км². Занимает площадь 12 км². Почтовый индекс — 24060. Телефонный код — 035.
В коммуне 15 августа особо празднуется Успение Пресвятой Богородицы.